# Henryk Luft-Lotar

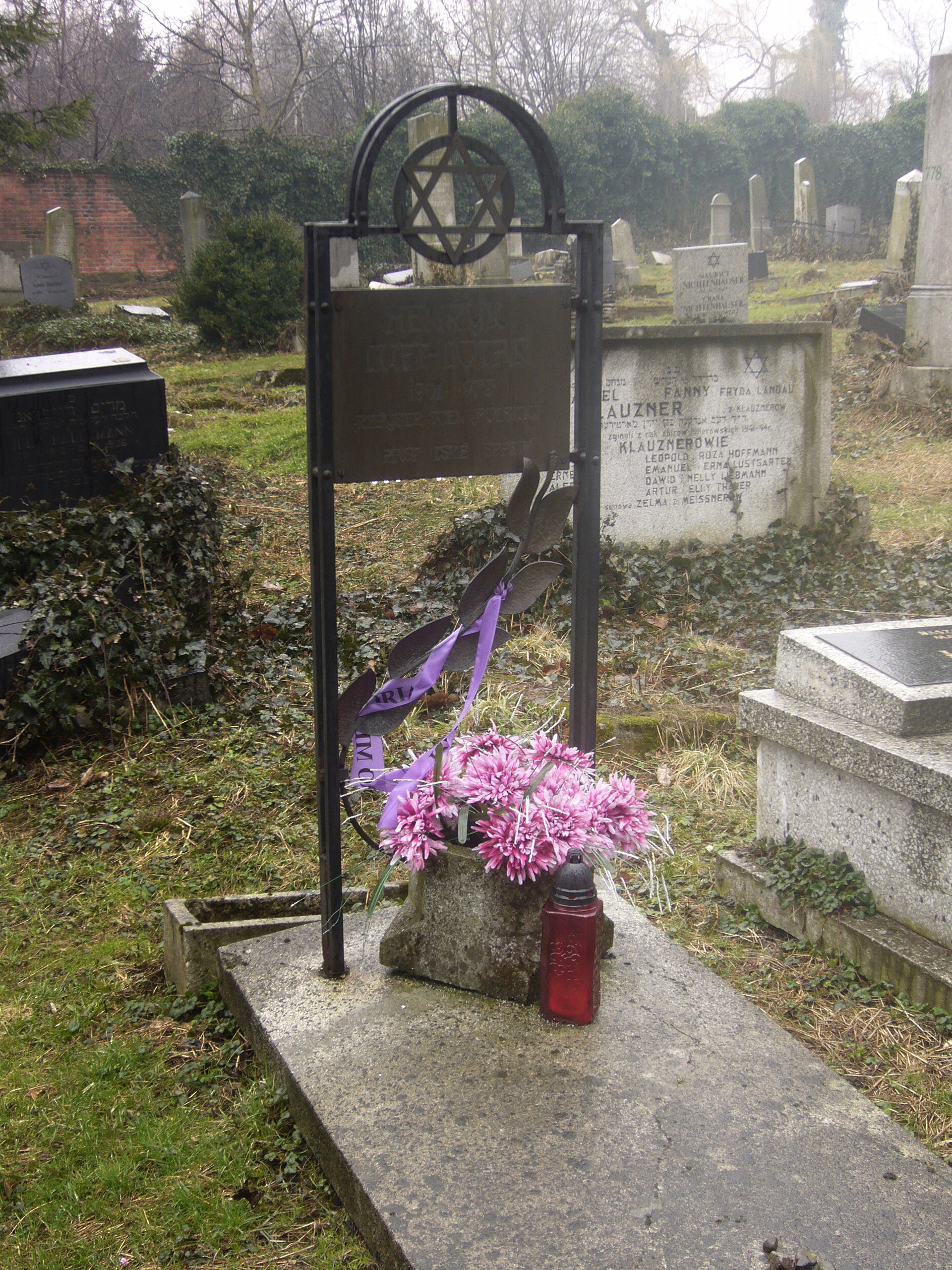
Grób Henryka Luft-Lotara na cmentarzu żydowskim w Bielsku-Białej

Henryk Luft-Lotar (ur. 30 sierpnia 1901 we Lwowie, zm. 5 listopada 1979 w Bielsku-Białej) – polski reżyser i aktor teatralny żydowskiego pochodzenia.

## Życiorys
Urodził się we Lwowie, gdzie w latach 1923–1925 kształcił się w szkole dramatycznej Franciszka Frączkowskiego przy konserwatorium lwowskim. Następnie rozpoczął pracę jako aktor i reżyser w Teatrze Reduta w Rzeszowie. W 1926 r. grał w teatrze objazdowym, a w 1927 był aktorem i inspicjentem w Teatrze „Wikt”. Wówczas kierowała nim Ida Kamińska. Od 1928 r. był reżyserem w Studiu Dramatycznym „Maska” we Lwowie, a od 1936 w lwowskim Towarzystwie Literacko-Artystycznym. W roku 1939 pracował jako reżyser i asystent reżysera w Teatrze „Goset” we Lwowie.
W czasie II wojny światowej, w 1941 r., kierował kółkiem dramatycznym w Pałacu Pionierów w ZSRR. W 1942 r. był robotnikiem w Uzbeckim Teatrze ZSRR, a w 1944 został kierownikiem artystycznym, reżyserem i aktorem w teatrze Związku Patriotów Polskich. W 1945 r. powrócił do Lwowa, gdzie rozpoczął pracę reżysera i aktora w teatrze przy ZPP.
Po zakończeniu wojny wyjechał do Szczecina, gdzie objął stanowisko reżysera w Teatrze Polskim, ze Szczecińskim teatrem był związany w latach 1946–1948 oraz 1959–1961. W późniejszym okresie reżyserował w teatrach w Bielsku-Białej w latach 1962–1968, Jeleniej Górze, Grudziądzu, Rzeszowie i Częstochowie. 
Zmarł w 1979 r. Został pochowany na cmentarzu żydowskim przy ulicy Cieszyńskiej w Bielsku-Białej.